# Urman, Berejanî
Urman (în ucraineană Урмань) este localitatea de reședință a comunei Urman din raionul Berejanî, regiunea Ternopil, Ucraina.

## Demografie
Componența lingvistică a localității Urman
     Ucraineană (100%)
Conform recensământului din 2001, toată populația localității Urman era vorbitoare de ucraineană (100%).